# 栢朗古
栢朗古主教（葡萄牙文：D. Nicolau Rodrigues Pereira de Borja, CM，?—1845年）是葡萄牙人，為第11任天主教澳門教區主教。
早於1800年，在澳門傳教，曾任聖若瑟修院院長。查善主教死後，葡萄牙本土醞釀仇教。1834年，政府下令驅逐一切會士，沒收會產，主教一職空缺十三年之久。1841年，教廷委任栢朗古為主教接掌天主教澳門教區教務。在其主教任僅四年，死於任內。